# MOT (기업)
주식회사 MOT는 대한민국의 이차전지 장비 기업이다.

## 역사
삼성SDI의 기계설계 부문에서 14년간 근무한 마점래 대표가 TV 자동화 장비로 시작해 2010년 전후로 삼성SDI와 거래를 텄다. 삼성SDI가 정책적으로 레이저 용접 웰딩 장비를 모두 엠오티에서 주문하여 매출이 극적으로 상승한 적이 있다. SK온이 각형 배터리 사업 연착륙을 위해 이 시장 선두인 삼성SDI 협력사인 엠오티와 협의를 한 적이 있다.
2024년 11월 18일부로 코스닥 시장에 상장하였다.

## 내용주
1. ↑  전자공시시스템 상 표기명: 주식회사 엠오티